# 第24回マイルチャンピオンシップ
2007年11月18日に京都競馬場で施行された第24回マイルチャンピオンシップについて記述する。

## レース概要
2007年の秋のマイル王を決定する1戦で、秋のマイル王決定戦というフレーズが定着し、スプリンターズステークスの開催時期の変更により近年ではこのレースを経て香港国際競走などへの遠征をする馬が増加し、このレースを勝ったタイキシャトルやアグネスデジタル、ハットトリックが海外GIを制覇するなど海外遠征の前哨レースにもなりつつあった。この年は馬インフルエンザの影響でほとんどの陣営が海外遠征を取りやめている。

## レース施行前の状況
10月20日に行われた第10回富士ステークス出走組からは9頭、10月27日に行われた第50回スワンステークス出走組からは6頭、10月28日に行われた第136回天皇賞（秋）出走組からは3頭が、その他の路線からは3頭が出走している。
なお出走馬の中でローエングリンはこのレースを最後に引退することを表明している。
登録をしていた収得賞金上位馬で、スイープトウショウは前週の第32回エリザベス女王杯を最後に引退を表明、コンゴウリキシオーは海外遠征（香港マイル出走）のための検疫中、フサイチホウオーは第8回ジャパンカップダートへの出走を見込んでおり、プリサイスマシーンは阪神カップに専念するため、レース前にそれぞれ本競走を回避することを表明した。
海外からは、アメリカからベクラックス（BECRUX）が出走。クロッシングザライン（CROSSING THE LINE）とゲットファンキー（GET FUNKY）の2頭は予備登録を行い、10月18日に選出馬となったが、10月23日にこの2頭は出走辞退した。ベクラックスの参戦により前年の第23回に続き2年連続で外国馬が出走する。
11月4日に発表された最終登録時点では、出走可能頭数18頭に対し外国馬を除く31頭の出馬投票があり、収得賞金上位17頭以下は除外されるが、前述の通り収得賞金上位馬の数頭が回避を表明しており、11月15日に確定した出走馬は、収得賞金上位馬のスイープトウショウ、プリサイスマシーン、コンゴウリキシオー、フサイチホウオーの4頭が回避し、当初除外の対象だったジョリーダンス、サンバレンティン、ピカレスクコート、トウショウカレッジの4頭が繰り上がりで出走可能となった。収得賞金22位以下のサクラメガワンダー、シンボリグラン、トウショウヴォイス、ダンディズム、グレイトジャーニー、アンブロワーズ、キンシャサノキセキ、ニシノコンサフォス、ステキシンスケクン、メテオバーストの10頭が競走除外となった。   
11月16日に枠順が発表され、11月17日より馬券が発売され、前日最終オッズ（17日17時30分）は、ダイワメジャーが4.3倍で1番人気、以下カンパニーが5.4倍、アグネスアークが5.9倍、スーパーホーネットが6.8倍、スズカフェニックスが8.0倍と続き、11月18日のレース当日オッズはダイワメジャーが3.8倍で1番人気、以下アグネスアークが5.0倍、カンパニーが5.1倍と混戦を漂わせた。

## 出走馬と枠順
天気：曇、馬場状態：良、発走時刻：15時40分
| 枠番 | 馬番 | 競走馬名           | 性齢  | 騎手       | オッズ        | 調教師           |
| ---- | ---- | ------------------ | ----- | ---------- | ------------- | ---------------- |
| 1    | 1    | コイウタ           | 牝4   | 吉田隼人   | 60.6（13人）  | 奥平雅士         |
| 1    | 2    | エイシンドーバー   | 牡5   | C.ルメール | 20.8（8人）   | 小崎憲           |
| 2    | 3    | キングストレイル   | 牡5   | 岩田康誠   | 18.4（7人）   | 藤沢和雄         |
| 2    | 4    | マイネルシーガル   | 牡3   | 後藤浩輝   | 31.6（10人）  | 国枝栄           |
| 3    | 5    | ローエングリン     | 牡8   | 武幸四郎   | 79.8（16人）  | 伊藤正徳         |
| 3    | 6    | フサイチリシャール | 牡4   | O.ペリエ   | 17.9（6人）   | 松田国英         |
| 4    | 7    | スーパーホーネット | 牡4   | 藤岡佑介   | 7.3（4人）    | 矢作芳人         |
| 4    | 8    | ダイワメジャー     | 牡6   | 安藤勝己   | 3.8（1人）    | 上原博之         |
| 5    | 9    | カンパニー         | 牡6   | 福永祐一   | 5.1（3人）    | 音無秀孝         |
| 5    | 10   | トウショウカレッジ | 牡5   | 池添謙一   | 53.5（12人）  | 池添兼雄         |
| 6    | 11   | スズカフェニックス | 牡5   | 武豊       | 8.2（5人）    | 橋田満           |
| 6    | 12   | アグネスアーク     | 牡4   | 藤田伸二   | 5.0（2人）    | 河内洋           |
| 7    | 13   | ローレルゲレイロ   | 牡3   | 和田竜二   | 78.1（15人）  | 昆貢             |
| 7    | 14   | ピンクカメオ       | 牝3   | 四位洋文   | 37.0（11人）  | 国枝栄           |
| 7    | 15   | ジョリーダンス     | 牝6   | 川田将雅   | 70.8（14人）  | 堀宣行           |
| 8    | 16   | ピカレスクコート   | 牡5   | 秋山真一郎 | 174.1（17人） | 池江泰寿         |
| 8    | 17   | ベクラックス       | せん5 | R.ムーア   | 24.4（9人）   | N.ドライスデール |
| 8    | 18   | サンバレンティン   | 牡6   | 角田晃一   | 195.9（18人） | 佐々木晶三       |

負担重量は4歳以上牡馬及びせん馬57kg、4歳以上牝馬55kg、3歳牡馬56kg、3歳牝馬54kg。

## レース結果

### レース着順
| 着順 | 枠番 | 馬番 | 競走馬名           | タイム | 着差     |
| ---- | ---- | ---- | ------------------ | ------ | -------- |
| 1    | 4    | 8    | ダイワメジャー     | 1.32.7 |          |
| 2    | 4    | 7    | スーパーホーネット | 1.32.7 | クビ     |
| 3    | 6    | 11   | スズカフェニックス | 1.32.8 | 1/2      |
| 4    | 6    | 12   | アグネスアーク     | 1.32.8 | クビ     |
| 5    | 5    | 9    | カンパニー         | 1.33.0 | 1馬身1/4 |
| 6    | 2    | 3    | キングストレイル   | 1.33.3 | 1馬身3/4 |
| 7    | 1    | 2    | エイシンドーバー   | 1.33.4 | 1/2      |
| 8    | 8    | 17   | ベクラックス       | 1.33.4 | クビ     |
| 9    | 7    | 14   | ピンクカメオ       | 1.33.5 | クビ     |
| 10   | 2    | 4    | マイネルシーガル   | 1.33.5 | ハナ     |
| 10   | 7    | 15   | ジョリーダンス     | 1.33.5 | 同着     |
| 12   | 3    | 6    | フサイチリシャール | 1.33.6 | 3/4馬身  |
| 13   | 5    | 10   | トウショウカレッジ | 1.33.7 | クビ     |
| 14   | 1    | 1    | コイウタ           | 1.33.8 | 3/4      |
| 15   | 8    | 18   | サンバレンティン   | 1.33.9 | クビ     |
| 16   | 7    | 13   | ローレルゲレイロ   | 1.34.0 | 1/2      |
| 17   | 8    | 16   | ピカレスクコート   | 1.35.0 | 6馬身    |
| 18   | 3    | 5    | ローエングリン     | 1.38.0 | 大差     |

#### データ
| 800m通過タイム      | 46秒4（フサイチリシャール） |
| 上がり4ハロン       | 46.3秒                      |
| 上がり3ハロン       | 34.7秒                      |
| 優勝馬上がり3ハロン | 34.7秒                      |

### 払戻
| 単勝   | 8      | 380円    |
| 複勝   | 8      | 170円    |
| 複勝   | 7      | 240円    |
| 複勝   | 11     | 290円    |
| 枠連   | 4-4    | 1,920円  |
| 馬連   | 7-8    | 1,870円  |
| 馬単   | 8-7    | 3,120円  |
| 3連複  | 7-8-11 | 5,000円  |
| 3連単  | 8-7-11 | 24,050円 |
| ワイド | 7-8    | 810円    |
| ワイド | 7-11   | 1,370円  |
| ワイド | 8-11   | 810円    |

## レース後
- 優勝馬のダイワメジャーは、1995年のトロットサンダーと2002年のトウカイポイントに並ぶ優勝馬の最高齢タイ記録、1984年、1985年のニホンピロウイナー、1991年、1992年のダイタクヘリオス、1997年、1998年のタイキシャトル、2003年、2004年のデュランダルに続く史上5頭目の連覇、1985年のニホンピロウイナー、1994年のノースフライト、1998年のタイキシャトル、1999年のエアジハードに続く史上5頭目の同一年安田記念とマイルチャンピオンシップ制覇を達成した。